# Serianus sahariensis
Serianus sahariensis är en spindeldjursart som beskrevs av Volker Mahnert 1988. Serianus sahariensis ingår i släktet Serianus och familjen Garypinidae. Inga underarter finns listade i Catalogue of Life.